# Wilders Kanal
Wilders Kanal är en kanal i stadsdelen Christianshavn i Köpenhamn i Danmark. Den går från 
Christianshavns Kanal till Köpenhamns hamn och är uppkallad efter skeppsbyggarna  Carl och Lars Wilder som drev ett skeppsvarv på det som nu kallas Wilders Plads.

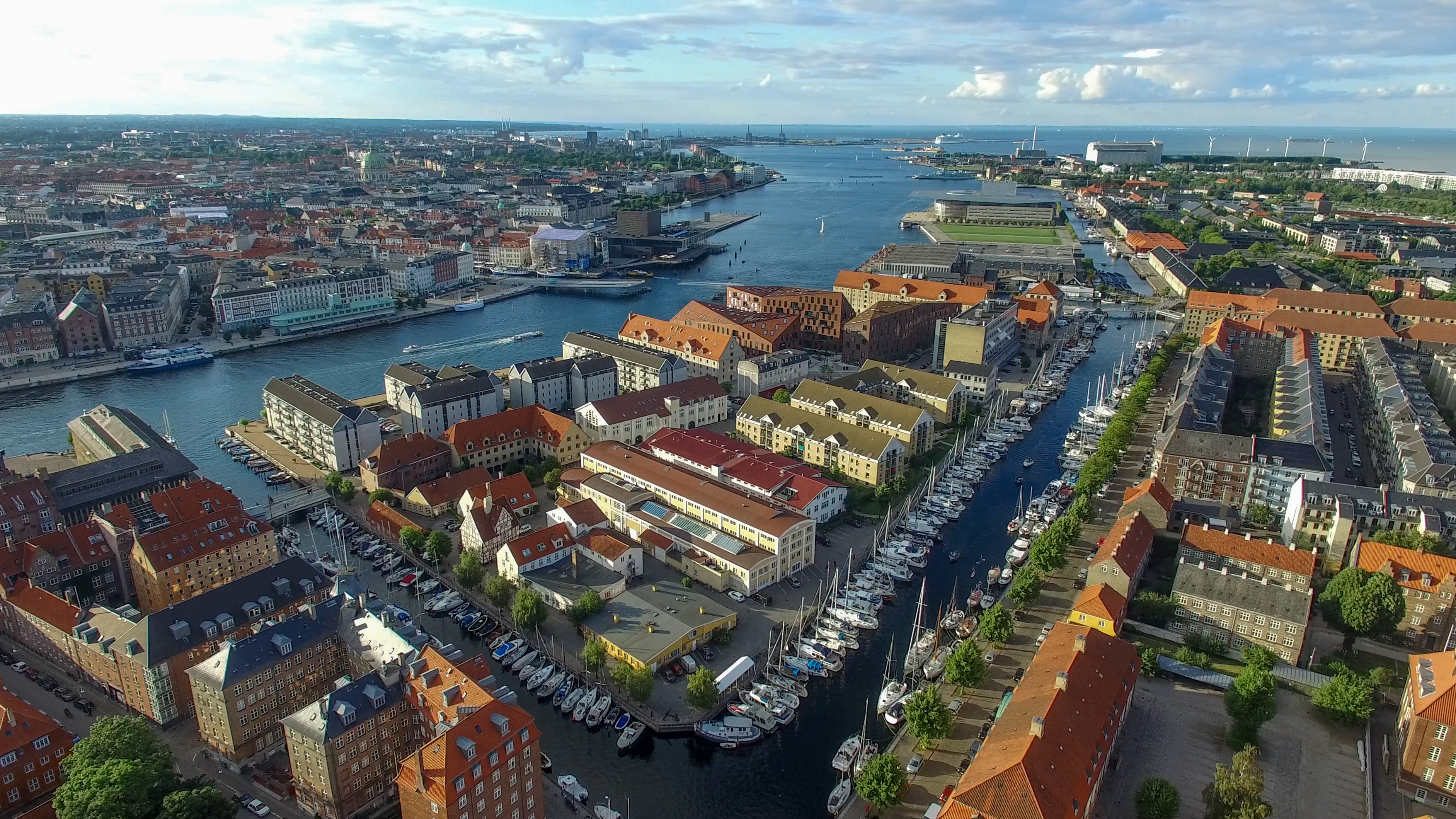
Wilders kanal nederst i bilden mellan Köpenhamns hamn till vänster och Christianhavns kanal till höger.